# Endocarpon
Endocarpon is een geslacht van korstmossen dat behoort tot de familie Verrucariaceae van de ascomyceten. De typesoort is Endocarpon pusillum.

## Soorten
Volgens Index Fungorum telt het geslacht 23 soorten (peildatum februari 2023):
| Soortnaam                     | Auteur(s)                      | Publicatiejaar |
| ----------------------------- | ------------------------------ | -------------- |
| Endocarpon adscendens         | (Anzi) Müll. Arg.              | 1881           |
| Endocarpon aridum             | P.M. McCarthy                  | 1991           |
| Endocarpon baicalense         | Makry?                         | 2008           |
| Endocarpon crassisporum       | P.M. McCarthy & Filson         | 1991           |
| Endocarpon crystallinum       | J.C. Wei & Jun Yang            | 2009           |
| Endocarpon deserticola        | T. Zhang, X.L. Wei & J.C. Wei  | 2017           |
| Endocarpon helmsianum         | Müll. Arg.                     | 1892           |
| Endocarpon macrosporum        | P.M. McCarthy                  | 1991           |
| Endocarpon maritimum          | Y. Joshi & Hur                 | 2013           |
| Endocarpon muelleri           | M. Choisy                      | 1954           |
| Endocarpon myeloxanthum       | Breuss                         | 2000           |
| Endocarpon pallidulum         | (Nyl.) Nyl.                    | 1892           |
| Endocarpon pallidum           | Ach.                           | 1810           |
| Endocarpon pseudosubnitescens | Breuss                         | 2002           |
| Endocarpon pusillum           | Hedw.                          | 1789           |
| Endocarpon riparium           | Aptroot & M. Cáceres           | 2016           |
| Endocarpon robustum           | P.M. McCarthy                  | 1991           |
| Endocarpon rogersii           | P.M. McCarthy                  | 1991           |
| Endocarpon simplicatum        | (Nyl.) Nyl.                    | 1888           |
| Endocarpon subramulosum       | Y. Joshi & Hur                 | 2013           |
| Endocarpon tenuissimum        | (Degel.) Lendemer & E.A. Tripp | 2013           |
| Endocarpon unifoliatum        | T. Zhang, X.L. Wei & J.C. Wei  | 2017           |
| Endocarpon zschackei          | M. Choisy                      | 1954           |